# アンドリュー・ベラッティ
アンドリュー・ジェームズ・ベラッティ（Andrew James Bellatti, 1991年8月5日 - ）は、アメリカ合衆国カリフォルニア州サンディエゴ出身のプロ野球選手（投手）。右投右打。MLBのサンディエゴ・パドレス傘下所属。

## 経歴

### プロ入りとレイズ時代
2009年のMLBドラフト12巡目（全体379位）でタンパベイ・レイズから指名され、プロ入り。契約後、傘下のルーキー級ガルフ・コーストリーグ・レイズでプロデビュー。12試合（先発3試合）に登板して1勝0敗、防御率3.38、29奪三振を記録した。
2010年はアパラチアンリーグのルーキー級プリンストン・レイズでプレーし、13試合に先発登板して2勝5敗、防御率4.04、63奪三振を記録した。
2011年はA-級ハドソンバレー・レネゲーズでプレーし、15試合（先発13試合）に登板して3勝5敗、防御率2.63、63奪三振を記録した。
2012年はA級ボーリンググリーン・ホットロッズでプレーし、40試合（先発1試合）に登板して7勝3敗5セーブ、防御率2.97、99奪三振を記録した。
2013年はA+級シャーロット・ストーンクラブズとAA級モンゴメリー・ビスケッツでプレーし、2チーム合計で36試合に登板して7勝4敗3セーブ、防御率4.30、70奪三振を記録した。
2014年はAA級モンゴメリーでプレーし、46試合に登板して2勝6敗6セーブ、防御率3.68、80奪三振を記録した。
2015年は開幕をAAA級ダーラム・ブルズで迎え、5月9日にメジャー契約を結んでアクティブ・ロースター入りした。メジャーデビューとなった同日のテキサス・レンジャーズ戦では4番手として登板すると、3.1回を無失点に抑えて勝利投手となった。この年メジャーでは17試合に登板して3勝1敗、防御率2.31、18奪三振を記録した。
2016年も開幕をAAA級ダーラムで迎えた。6月24日にDFAとなり、27日にマイナー契約となった（そのままAAA級ダーラム所属）。この年のメジャー登板は無く、A+級シャーロット、AA級モンゴメリー、AAA級ダーラムでプレーし、3チーム合計で13試合に登板して0勝3敗、防御率6.91、21奪三振を記録した。オフの11月7日にFAとなった。

### レイズ退団後
2017年3月14日にボルチモア・オリオールズとマイナー契約を結んだ。だが、故障によりこの年は全休した。オフの11月6日にFAとなった。
2018年はどの球団にも所属しなかった。
2019年4月15日に独立リーグであるアトランティックリーグのシュガーランド・スキーターズと契約し、1試合に登板した。その後、4月27日にニューヨーク・ヤンキースとマイナー契約を結んだ。ヤンキース傘下ではA+級タンパ・ターポンズとAA級トレントン・サンダーでプレーし、2チーム合計で25試合に登板して3勝0敗、防御率5.50、35奪三振を記録した。8月22日に自由契約となった。
2020年2月21日に前年も所属したシュガーランドと契約したが、登板機会は無かった。

### マーリンズ時代
2021年6月1日にマイアミ・マーリンズとマイナー契約を結んだ。加入後は傘下のAA級ペンサコーラ・ブルーワフーズへ配属され、AAA級ジャクソンビル・ジャンボシュリンプを経て7月19日にメジャー契約を結んでアクティブ・ロースター入りした。7月23日にDFAとなり、26日にマイナー契約でAAA級ジャクソンビルへ配属された。その後、10月1日に再びメジャー契約を結んでアクティブ・ロースター入りした。この年メジャーでは3試合に登板して防御率13.50だった。レギュラーシーズン終了後の10月21日にFAとなった。

### フィリーズ時代
2021年11月19日にフィラデルフィア・フィリーズとマイナー契約を結んだ。
2022年の開幕は傘下のAAA級リーハイバレー・アイアンピッグスで迎え、4月14日にメジャー契約を結んでアクティブ・ロースター入りした。そのまま右のリリーフとしてメジャーに定着し、59試合（先発1試合）に登板して4勝4敗2セーブ、防御率3.31、78奪三振を記録した。
2023年は27試合に登板して1勝0敗、防御率5.11、25奪三振を記録した。
2024年2月6日にDFAとなり、13日にマイナー契約となってAAA級リーハイバレーへ配属された。同年オフの10月10日にFAとなった。結局、この年はメジャーでの登板は1度も無かった。

### パドレス傘下時代
2025年3月10日にサンディエゴ・パドレスとマイナー契約を結び、同日中にAAA級エルパソ・チワワズに配属された。

## 投球スタイル
スライダーを多投してゴロを量産するグラウンドボールピッチャーである。

## 人物
プロ1年目の2009年のシーズン終了後、時速130km/hで自動車を運転中に50歳の男性を交通事故死させてしまい、懲役8ヶ月の実刑判決を受けて服役した経験がある。だが、被害者の妻は減刑を求め、今では活躍を応援してくれているという。

## 詳細情報

### 年度別投手成績
| 年 度    | 球 団    | 登 板 | 先 発 | 完 投 | 完 封 | 無 四 球 | 勝 利 | 敗 戦 | セ 丨 ブ | ホ 丨 ル ド | 勝 率 | 打 者 | 投 球 回 | 被 安 打 | 被 本 塁 打 | 与 四 球 | 敬 遠 | 与 死 球 | 奪 三 振 | 暴 投 | ボ 丨 ク | 失 点 | 自 責 点 | 防 御 率 | W H I P |
| -------- | -------- | ----- | ----- | ----- | ----- | -------- | ----- | ----- | -------- | ----------- | ----- | ----- | -------- | -------- | ----------- | -------- | ----- | -------- | -------- | ----- | -------- | ----- | -------- | -------- | ------- |
| 2015     | TB       | 17    | 0     | 0     | 0     | 0        | 3     | 1     | 0        | 2           | .750  | 95    | 23.1     | 16       | 4           | 10       | 0     | 1        | 18       | 0     | 0        | 7     | 6        | 2.31     | 1.11    |
| 2021     | MIA      | 3     | 0     | 0     | 0     | 0        | 0     | 0     | 0        | 0           | ----  | 19    | 3.1      | 6        | 0           | 2        | 0     | 0        | 4        | 0     | 0        | 5     | 5        | 13.50    | 2.40    |
| 2022     | PHI      | 59    | 1     | 0     | 0     | 0        | 4     | 4     | 2        | 9           | .500  | 230   | 54.1     | 47       | 5           | 25       | 1     | 1        | 78       | 1     | 0        | 25    | 20       | 3.31     | 1.32    |
| 2023     | PHI      | 27    | 0     | 0     | 0     | 0        | 1     | 0     | 0        | 2           | 1.000 | 113   | 24.2     | 25       | 4           | 12       | 0     | 0        | 25       | 0     | 0        | 15    | 14       | 5.11     | 1.50    |
| MLB：4年 | MLB：4年 | 106   | 1     | 0     | 0     | 0        | 8     | 5     | 2        | 13          | .615  | 457   | 105.2    | 94       | 13          | 49       | 1     | 2        | 125      | 1     | 0        | 52    | 45       | 3.83     | 1.35    |

- 2024年度シーズン終了時

### ポストシーズン投手成績
| 年 度     | 球 団     | シ リ ｜ ズ | 登 板 | 先 発 | 勝 利 | 敗 戦 | セ ｜ ブ | 打 者 | 投 球 回 | 被 安 打 | 被 本 塁 打 | 与 四 球 | 敬 遠 | 与 死 球 | 奪 三 振 | 暴 投 | ボ ｜ ク | 失 点 | 自 責 点 | 防 御 率 |
| --------- | --------- | ----------- | ----- | ----- | ----- | ----- | -------- | ----- | -------- | -------- | ----------- | -------- | ----- | -------- | -------- | ----- | -------- | ----- | -------- | -------- |
| 2022      | PHI       | NLDS        | 3     | 0     | 0     | 0     | 0        | 10    | 2.2      | 2        | 1           | 0        | 0     | 0        | 3        | 0     | 0        | 1     | 1        | 3.38     |
| 2022      | PHI       | NLCS        | 2     | 0     | 0     | 0     | 0        | 5     | 1.1      | 0        | 0           | 1        | 0     | 0        | 3        | 0     | 0        | 0     | 0        | 0.00     |
| 2022      | PHI       | WS          | 3     | 0     | 0     | 0     | 0        | 9     | 3.0      | 0        | 0           | 0        | 0     | 0        | 3        | 0     | 0        | 0     | 0        | 0.00     |
| 出場：1回 | 出場：1回 | 出場：1回   | 8     | 0     | 0     | 0     | 0        | 24    | 7.0      | 2        | 1           | 1        | 0     | 0        | 9        | 0     | 0        | 1     | 1        | 1.29     |

- 2024年度シーズン終了時

### 背番号
- 59（2015年、2021年）
- 64（2022年 - 2023年）